# Усадьба Охотниковых
Городская усадьба Охотниковых, городская усадьба Степановых — усадьба в Москве по адресу улица Пречистенка, дом 32/1. Объект культурного наследия федерального значения. Усадебный комплекс включает в себя главный дом (строение 1), выходящий фасадом на улицу Пречистенка, фрагмент оригинальной усадебной ограды и замкнутый неогороженный внутренний двор, по периметру которого стоят два флигеля (строения 2 и 3) и два уникальных по своей архитектуре в масштабах Москвы служебных корпуса (циркумференции, строения 7 и 8). Усадьба наиболее известна тем, что до революции в ней размещалась Поливановская гимназия.

## История
На этом месте стояла усадьба Талызиных, которая была уничтожена пожаром 1812 года. Новая усадьба гвардии корнета Павла Яковлевича Охотникова была выстроена в стиле классицизма. Главный дом усадьбы располагается по красной линии улицы, в плане Т-образный. Работы по его возведению шли с 1817 по 1820 год, согласно некоторым источникам проект разработал архитектор Ф. К. Соколов. Парадный фасад дома украшает стоящий на цоколе восьмиколонный портик, который завершает треугольный фронтон с лепниной. Тяжёлые замковые камни над окнами первого этажа, венчающий карниз и тосканский ордер портика придают зданию строгий торжественный вид, тонкая лепнина фронтона смягчает это впечатление. По сторонам дома были выполнены арочные проезды во двор, в котором располагаются флигели и служебные постройки, имелась домовая церковь. Интерьеры дома были богато украшены, в советское время художник Евгений Лансере создал на их основе декорации для постановки комедии Грибоедова «Горе от ума» в Малом театре.
С 1879 года по 1915 усадьбой владели потомственные почётные граждане купцы Пеговы. В 1882 году главный дом усадьбы арендует гимназия Поливанова. Эту знаменитую на всю Москву частную гимназию окончили поэты Сергей Соловьёв, Валерий Брюсов, Андрей Белый, Максимилиан Волошин, Леонид Радин (автор песни «Смело товарищи в ногу»), шахматист Алёхин (в память об Алёхине на фасаде установлена мемориальная доска). На первом этаже располагалась гардеробная, служебно-хозяйственные помещения и учебные кабинеты. На втором — квартира Поливанова, классы, двусветный рекреационный зал с мраморными колоннами, за ними размещались гимнастические снаряды и учительская. Третий этаж заняли дортуары (общие спальни воспитанников), столовая для пансионеров и ещё две учебные комнаты для учеников 1-3-х классов. Для устройства классов помещения второго этажа подверглись перепланировке. В то же время парадный вход был украшен чугунной лестницей тонкой работы. В конце XIX века ведущие во двор арочные проезды были заложены.
В 1915 году усадьба переходит во владение к домовладелице и предпринимательнице Вере Ивановне Фирсановой, новая хозяйка заказывает архитектору А. И. Таманяну перестройку дома. Во время работ были изменены интерьеры второго этажа и фасады. Рекреационный зал вновь становится концертным, в нём устраивается эстрада в виде греческого портика. Пространство между окнами второго этажа украшают кариатиды и росписи работы художников А. Е. Яковлева и В. И. Шухаева. Таманян также строит каменную ограду, от которой до настоящего времени сохранилась только половина ворот.
В 1921 году усадьбу занимает Государственная Академия художественных наук (ГАХН). Полукруглые корпуса конюшен во дворе в 1930-х годах получили второй деревянный этаж и превратились в жилые здания. В 1963 году была проведена реставрация главного дома. По планам там должен был открыться магазин книг по искусству и художественный салон.
В настоящее время здесь располагаются Детская художественная школа № 1 им. В. А. Серова и Детская музыкальная школа № 11 им. В. И. Мурадели. В 2010-е годы фасад здания снова отреставрирован, укреплён исторический балкон, проведена реставрация уцелевшего фрагмента ограды. Внутри основного здания сохранилась старинная чугунная лестница и старый концертный зал (в нём ещё при Поливанове ставил свои спектакли известный на всю Москву «Шекспировский кружок»).
Флигели-циркумференции, изначально построенные в качестве конюшен, в эпоху гимназии являлись спортивным залом, ныне их занимают помещения художественных и скульптурных мастерских.

Усадьба Охотниковых
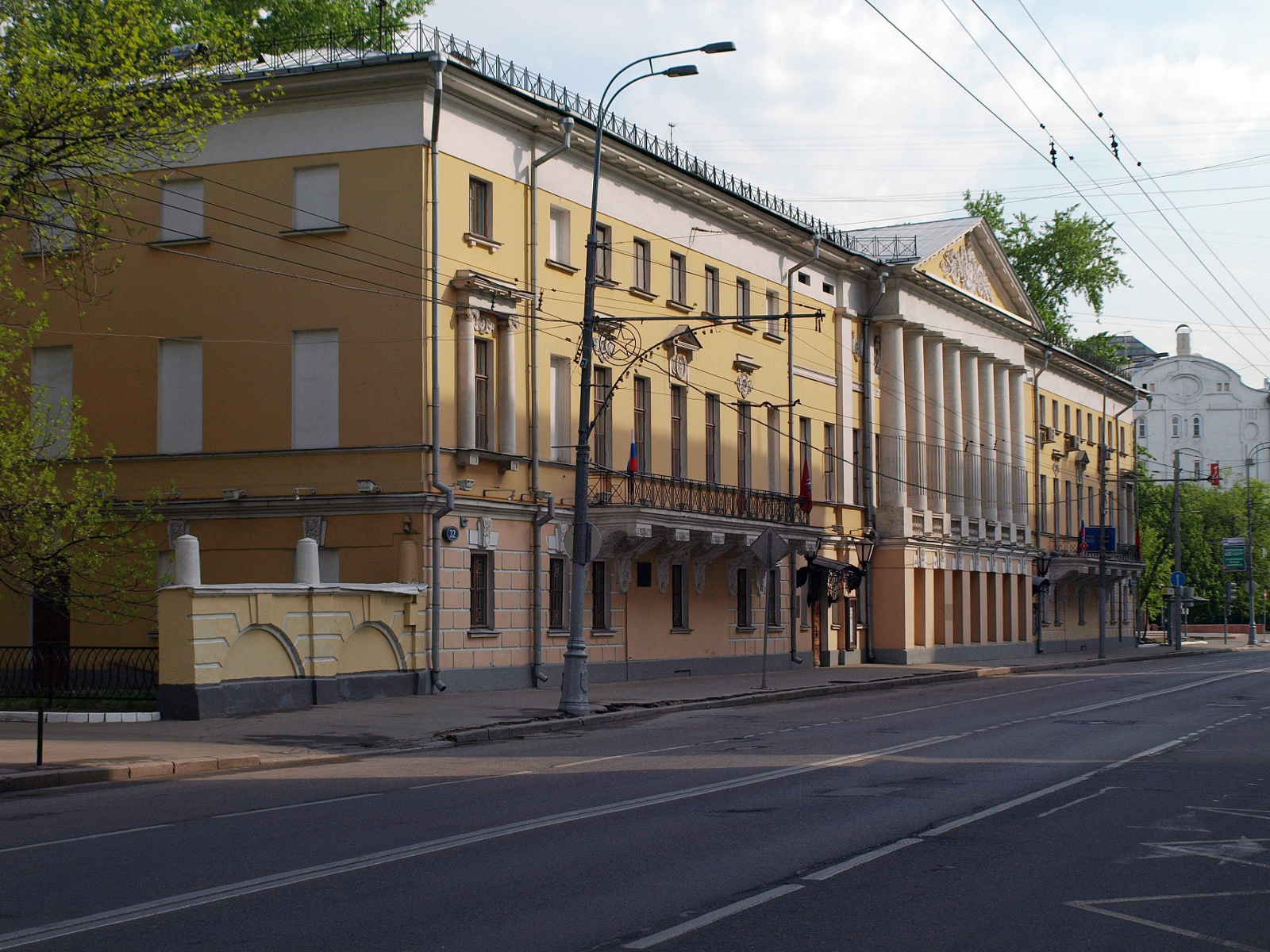
Главный дом в 2008 году
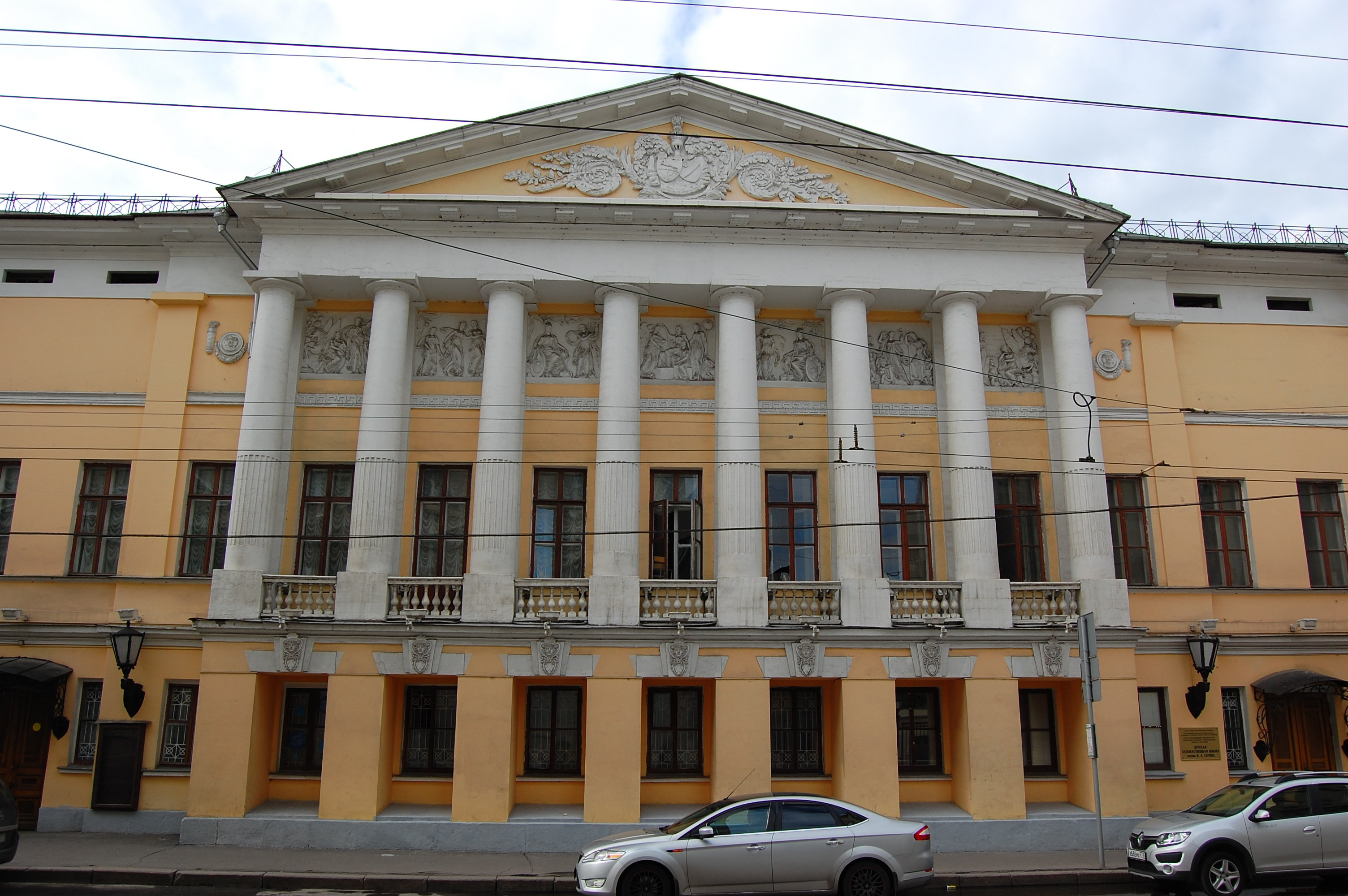
Портик
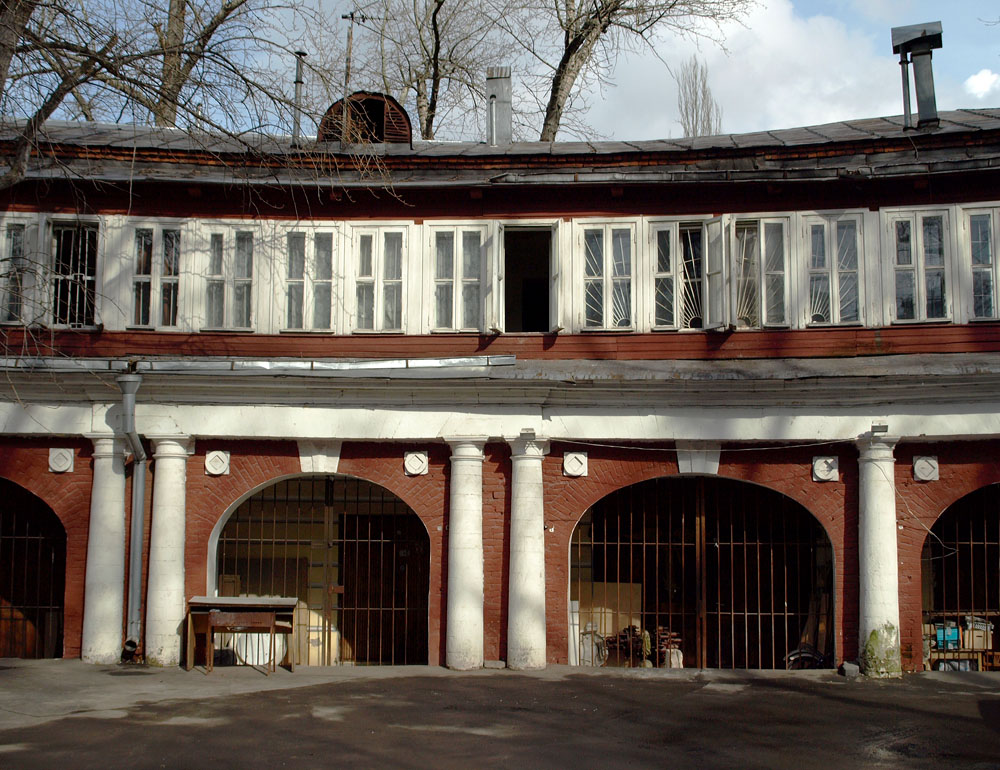
Бывшие конюшни во дворе
Панорама внутреннего двора.